# Карлос Боканегра
Карлос Боканегра (англ. Carlos Bocanegra, нар. 25 травня 1979, Апланд) — колишній американський футболіст, що грав на позиції захисника. Дворазовий найкращий захисник року в МЛС (2002, 2003) у складі «Чикаго Файр».
Боканегра значну частину кар'єри провів в Англійській Прем'єр-лізі, виступаючи за «Фулгем», крім того грав у Франції за «Ренн» та «Сент-Етьєн», у Шотландії за «Рейнджерс» і у Іспанії за «Расінг», а завершмв кар'єру на батьківщині у клубі «Чівас США». Також він провів 110 матчів за національну збірну США і був її капітаном протягом шести років (2007—2013), і двічі втгравав з наю Золотий кубок КОНКАКАФ (2002, 2007).

## Клубна кар'єра
Народився 25 травня 1979 року в місті Апланд, Каліфорнія у родині Мануеля і Келлі Боканегра. Їх батько мексиканського походження. Виріс в містечку Альта Лома, Ранчо-Кукамонга, Каліфорнія, де він навчався у вищій школі Альта Лома. Він має брата, Дієго, який грав в футбол в Коледж Гранд-Каньйон і в університетській команді «УКЛА Брюїнс» (1995—1996).
Під час навчання в Каліфорнійському університет у Лос-Анджелесі, Боканегра вивчав історію і географію. Під час цього Боканегрі запропонували стипендії з американського футболу і звичайного футболу, але Карлос вибрав футбол і також став гравцем «УКЛА Брюїнс».
У 2000 році він був задрафтований під загальним четвертим номером командою «Чикаго Файр», за яку він згодом виступав чотири роки, взявши участь у 87 матчах МЛС. У першому ж році Карлос був визнаний найкращим новачком року MLS, а у 2002 і 2003 роках визнавався найкращим захисником MLS. Крім того, разом з клубом у 2000 і 2003 виграв Відкритий кубок США.

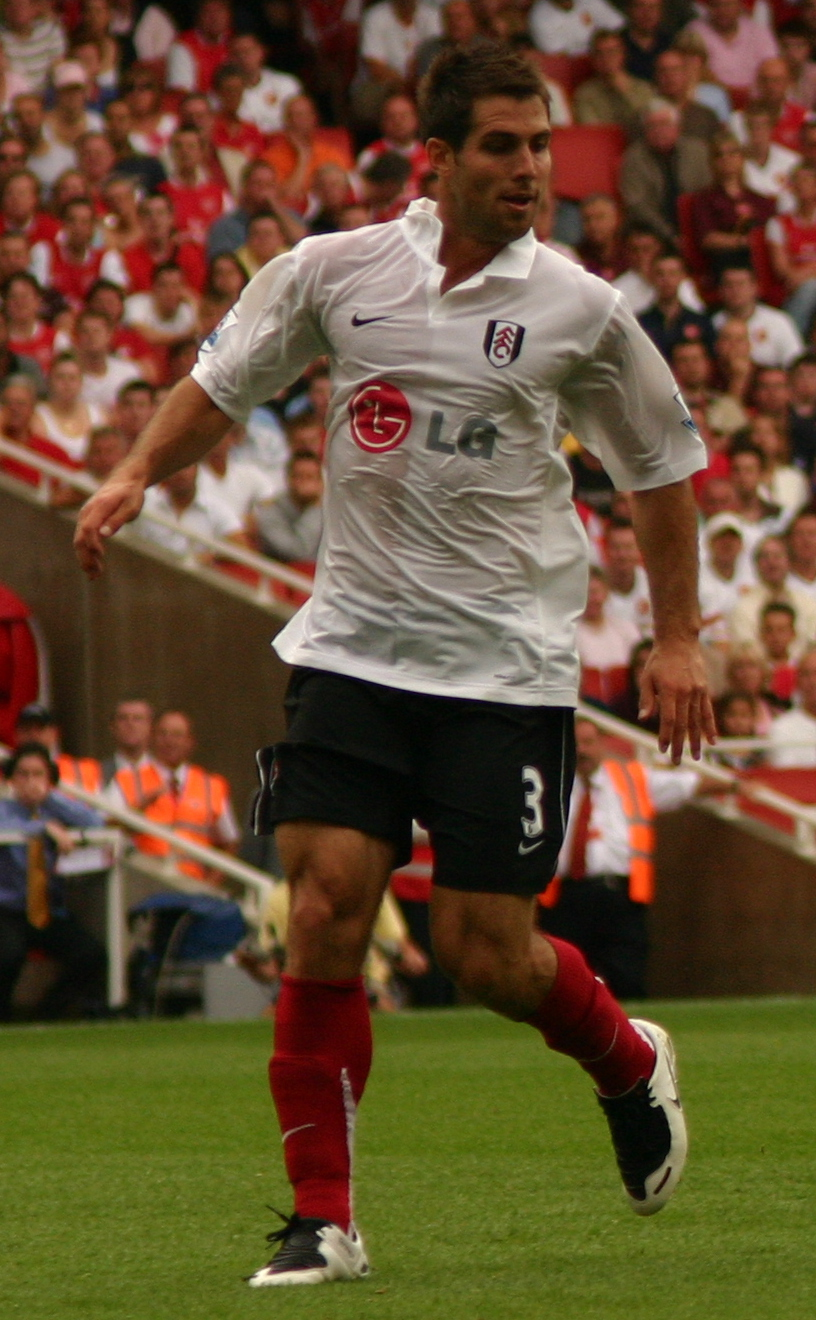
Карлос Боканегра під час виступів за «Фулгем». 12 серпня 2007 року.

У січні 2004 року став гравцем англійського «Фулгема», де швидко став улюбленцем уболівальників, отримавши прізвиська the Jackal і the Black Snake. У складі «дачників» Боканегра грав в основному як центральний захисник, а також як лівий захисник та інколи опорний півзахисник. Під час сезону 2006/07 він був другим найкращим бомбардиром команди, забивши п'ять м'ячів, після співвітчизника Браяна Макбрайда. 1 вересня 2007 року Боканегра вперше вивів команду в статусі капітану на матч Прем'єр-лігі проти «Тоттенгем Готспур». 15 вересня 2007 року він провів свій 100-й матч в АПЛ проти «Віган Атлетік». 23 травня 2008 року покинув лондонську команду.
У червні 2008 року підписав контракт з французьким «Ренном». Боканегра добре зарекомендував себе в своєму першому сезоні у Франції, з'являючись у всіх 38 матчах чемпіонату. Він забив свій перший гол 8 березня 2009 року в матчі проти «Осера» (футбольний клуб) (2:0). Крім того Карлос забив у тому сезоні гол у Кубку УЄФА і Кубку Франції. Також зіграв у фіналі кубка Франції проти «Генгама» 9 травня 2009 року, де забив перший гол у матчі на 69-й хвилині, проте в підсумку його команда поступилась 1:2.
16 липня 2010 року Боканегра перейшов в інший французький клуб «Сент-Етьєн». Дебютував за команду в першому матчі сезону проти «Парі Сен-Жермен» (1:3). 5 грудня 2010 року він забив свій перший гол за клуб, в матчі чемпіонату проти «Бордо» (2:2). Загалом в своєму першому сезоні в клубі він був основним гравцем, зігравши у 34 матчах чемпіонату (2 голи) і по одній грі у кубку Франції і кубку ліги. У сезоні 2011/12 Боканегра тимчасово виконував обов'язки капітана команди, поки основний капітан Лоїк Перрен більшу частину сезону лікувався від травми.
17 серпня 2011 року Боканегра приєднався шотландського «Рейнджерс», підписавши трирічний контракт. Проте по завершенні сезону 2011/12 команду було виключено з Прем'єр-ліги. Боканегра оголосив про свій намір залишитися, пообіцявши не йти з клубу і навіть провів на початку сезону кілька матчів за клуб у шотландському Третьому дивізіоні, куди опустився «Рейнджерс».
Після цього Боканегра перестав викликатись до національної збірної і 31 серпня 2012 року змушений був перейти на правах оренди в іспанський «Расінг» з Сегунди в спробі відновити свою міжнародну кар'єру. Тим не менш, Боканегра висловив бажання повернутися в «Рейнджерс», як тільки його орендна угода закінчиться. Він дебютував за іспанський клуб 22 вересня 2012 року в матчі чемпіонату проти «Мірандеса» (1:0) і за сезон зіграв у 23 матчах, проте його команда зайняла 20 місце і вилетіла в Сегунду Б.
9 квітня 2013 року Карлос оголосив на своєму Твіттері, що він повернеться до «Рейнджерс» на сезон 2013/14, але головний тренер збірної США Юрген Клінсманн застеріг Карлоса не грати за «Рейнджерс» в наступному сезоні. Через це влітку 2013 року Боканегра покинув «Рейнджерс» і підписав контракт з «Чивас Ю.Ес.Ей.», де провів 2 сезони, після чого заявив про завершення кар'єри в кінці сезону 2014 року.

## Виступи за збірні

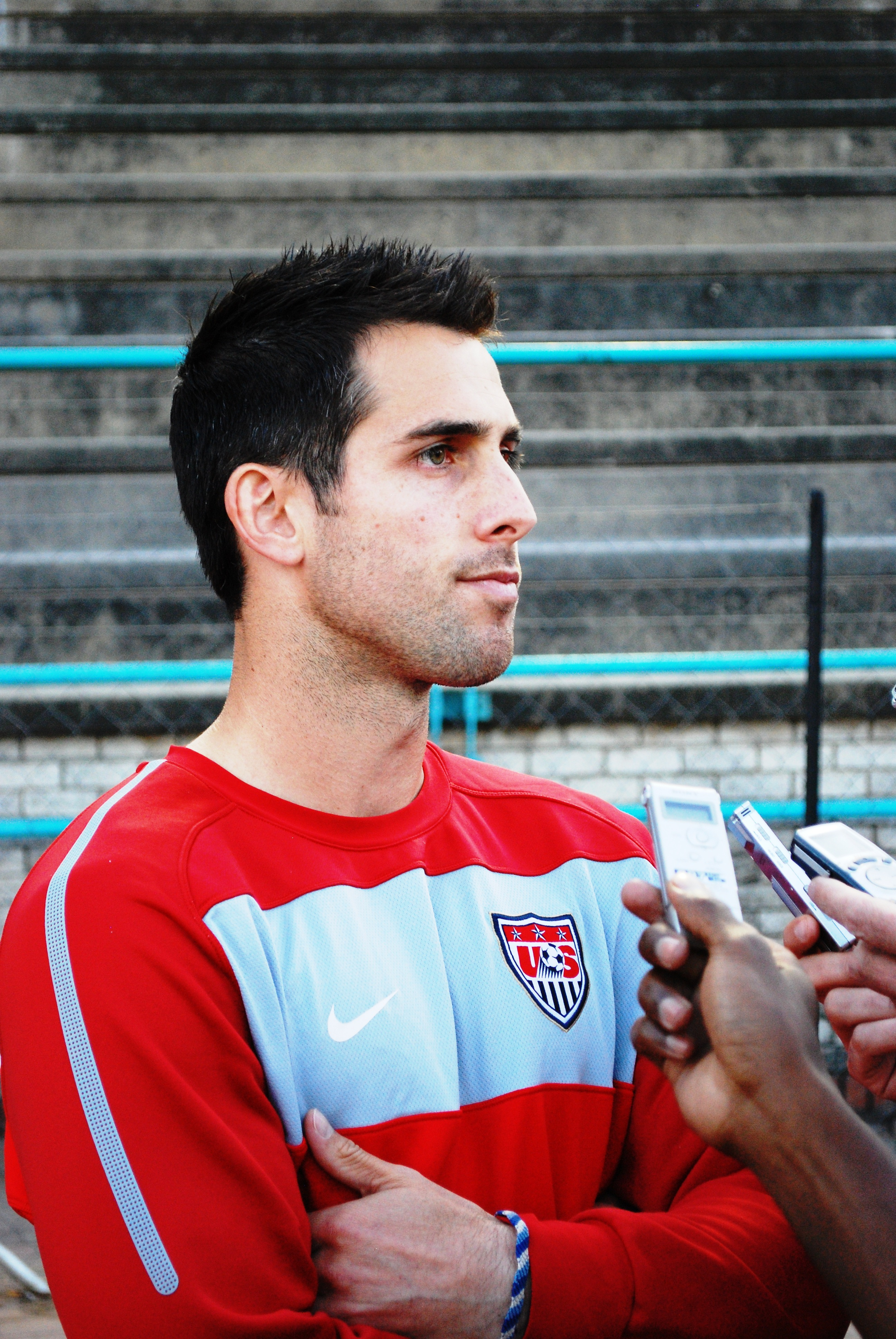
Карлос Боканегра у складі збірної під час підготовки до ЧС-2010.

Виступав у складі юнацької збірної США, взяв участь у 3 іграх на юнацькому рівні.
Згодом залучався до складу молодіжної збірної США, разом з якою був учасником молодіжного чемпіонату світу 1999 року. Всього на молодіжному рівні зіграв у 30 офіційних матчах.
9 грудня 2001 року дебютував в офіційних матчах у складі національної збірної США у товариській грі проти збірної Південної Кореї.
Наступного року у складі збірної був учасником домашнього розіграшу Золотого кубка КОНКАКАФ 2002 року, здобувши того року титул континентального чемпіона. Це дозволило збірній кваліфікуватись на Кубок конфедерацій 2003 року у Франції, де Боканегра також зіграв, а через місяць відправився на свій другийрозіграш Золотого кубка КОНКАКАФ у США та Мексиці, але цього разу американці стали лише треті.
Після цього брав участь у чемпіонаті світу 2006 року у Німеччині та Золотому кубку КОНКАКАФ 2007 року, вдруге здобувши титул континентального чемпіона і кваліфікувавшись на Кубок конфедерацій 2009 року у ПАР, де разом з командою здобув «срібло».
У 2010 році поїхав на свій другий чемпіонату світу у ПАР, а наступного року вчетверте став учасником Золотого кубка КОНКАКАФ 2011 року, де разом з командою здобув «срібло».
15 листопада 2011 року Боканегра провів свій сотий матч за збірну в товариській зустрічі проти збірної Словенії.
Протягом кар'єри у національній команді, яка тривала 12 років, провів у формі головної команди країни 110 матчів, забивши 14 голів.

## Статистика виступів

### Статистика клубних виступів
| Чемпіонат | Чемпіонат     | Чемпіонат        | Ліга | Ліга | Кубок           | Кубок           | Кубок ліги              | Кубок ліги                | Континент. змаг. | Континент. змаг. | Всього | Всього |
| Сезон     | Клуб          | Ліга             | Ігри | Голи | Ігри            | Голи            | Ігри                    | Голи                      | Ігри             | Голи             | Ігри   | Голи   |
| США       | США           | США              | Ліга | Ліга | Відкритий кубок | Відкритий кубок | Кубок МЛС               | Кубок МЛС                 | Північна Америка | Північна Америка | Всього | Всього |
| --------- | ------------- | ---------------- | ---- | ---- | --------------- | --------------- | ----------------------- | ------------------------- | ---------------- | ---------------- | ------ | ------ |
| 2000      | «Чикаго Файр» | МЛС              | 27   | 1    | 4               | 0               | 6                       | 0                         | 0                | 0                | 37     | 1      |
| 2001      | «Чикаго Файр» | МЛС              | 15   | 1    | 2               | 0               | 6                       | 1                         | 0                | 0                | 23     | 2      |
| 2002      | «Чикаго Файр» | МЛС              | 26   | 2    | 1               | 0               | 3                       | 0                         | 3                | 1                | 33     | 3      |
| 2003      | «Чикаго Файр» | МЛС              | 19   | 1    | 4               | 0               | 4                       | 0                         | 0                | 0                | 27     | 1      |
| Англія    | Англія        | Англія           | Ліга | Ліга | Кубок Англії    | Кубок Англії    | Кубок англійської ліги  | Кубок англійської ліги    | Європа           | Європа           | Всього | Всього |
| 2003/04   | «Фулгем»      | Прем'єр-ліга     | 15   | 0    | 4               | 0               | 0                       | 0                         | —                | —                | 19     | 0      |
| 2004/05   | «Фулгем»      | Прем'єр-ліга     | 28   | 1    | 4               | 0               | 3                       | 0                         | —                | —                | 35     | 1      |
| 2005/06   | «Фулгем»      | Прем'єр-ліга     | 21   | 1    | 0               | 0               | 1                       | 0                         | —                | —                | 22     | 1      |
| 2006/07   | «Фулгем»      | Прем'єр-ліга     | 30   | 5    | 3               | 0               | 1                       | 0                         | —                | —                | 34     | 0      |
| 2007/08   | «Фулгем»      | Прем'єр-ліга     | 22   | 1    | 2               | 0               | 0                       | 0                         | —                | —                | 24     | 1      |
| Франція   | Франція       | Франція          | Ліга | Ліга | Кубок Франції   | Кубок Франції   | Кубок Ліги              | Кубок Ліги                | Європа           | Європа           | Всього | Всього |
| 2008/09   | «Ренн»        | Ліга 1           | 38   | 1    | 5               | 1               | 0                       | 0                         | 2                | 1                | 45     | 3      |
| 2009/10   | «Ренн»        | Ліга 1           | 26   | 1    | 2               | 0               | 1                       | 0                         | 0                | 0                | 29     | 1      |
| 2010/11   | «Сент-Етьєн»  | Ліга 1           | 34   | 2    | 1               | 0               | 1                       | 0                         | 0                | 0                | 36     | 2      |
| 2011/12   | «Сент-Етьєн»  | Ліга 1           | 1    | 0    | 0               | 0               | 0                       | 0                         | 0                | 0                | 1      | 0      |
| Шотландія | Шотландія     | Шотландія        | Ліга | Ліга | Кубок Шотландії | Кубок Шотландії | Кубок шотландської ліги | Кубок шотландської ліги   | Європа           | Європа           | Всього | Всього |
| 2011/12   | «Рейнджерс»   | Прем'єр-ліга     | 29   | 2    | 2               | 0               | 1                       | 0                         | 2                | 1                | 34     | 3      |
| 2012/13   | «Рейнджерс»   | Третій дивізіон  | 3    | 0    | 0               | 0               | 2                       | 0                         | 2                | 0                | 7      | 0      |
| Іспанія   | Іспанія       | Іспанія          | Ліга | Ліга | Кубок Іспанії   | Кубок Іспанії   | Кубок іспанської ліги   | Кубок іспанської ліги     | Європа           | Європа           | Всього | Всього |
| 2012/13   | «Расінг»      | Сегунда Дивізіон | 21   | 0    | 0               | 0               | 0                       | 0                         | 0                | 0                | 21     | 0      |
| США       | США           | США              | Ліга | Ліга | Відкритий кубок | Відкритий кубок | Кубок МЛС               | Кубок МЛС                 | Північна Америка | Північна Америка | Всього | Всього |
| 2013      | «Чівас США»   | МЛС              | 12   | 0    | —               | —               | —                       | —                         | —                | —                | 12     | 0      |
| 2014      | «Чівас США»   | МЛС              | 18   | 0    | 0               | 0               | —                       | —                         | —                | —                | 18     | 0      |
| Країна    | США           | США              | 117  | 5    | 11              | 0               | 19                      | 1                         | 3                | 1                | 150    | 7      |
| Країна    | Англія        | Англія           | 115  | 8    | 13              | 0               | 5                       | 0                         | 0                | 0\|\|\|133\|\|8  |        |        |
| Країна    | Франція       | Франція          | 99   | 4    | 8               | 1               | 2                       | 0\|\|\|2\|\|1\|\|111\|\|6 |                  |                  |        |        |
| Країна    | Шотландія     | Шотландія        | 32   | 2    | 2               | 0               | 3                       | 0\|\|\|4\|\|1\|\|41\|\|3  |                  |                  |        |        |
| Країна    | Іспанія       | Іспанія          | 21   | 0    | 0               | 0               | 0                       | 0                         | 0                | 0                | 21     | 0      |
| Всього    | Всього        | Всього           | 383  | 19   | 34              | 1               | 29                      | 1                         | 10               | 3                | 446    | 24     |

### Виступи за збірну

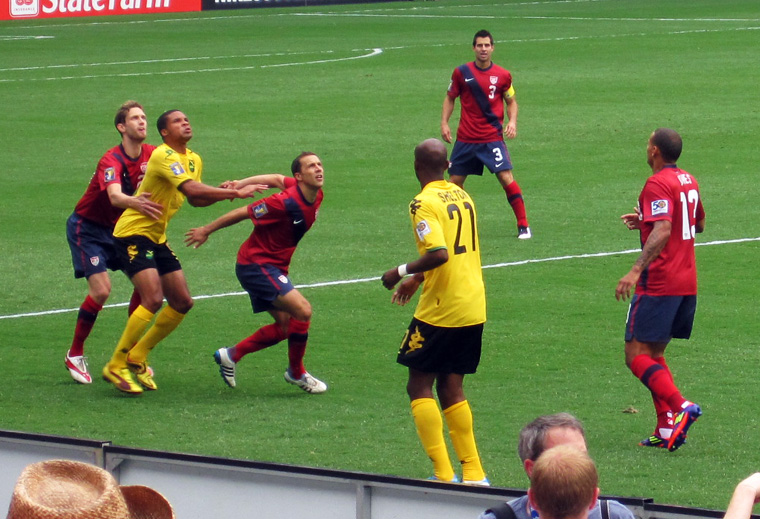
Карлос Боканегра (№ 3 на дальньому плані) на Золотому кубку КОНКАКАФ 2011 року в матчі проти збірної Ямайки.

| Збірна США | Збірна США | Збірна США |
| Роки       | Ігри       | Голи       |
| ---------- | ---------- | ---------- |
| 2001       | 1          | 0          |
| 2002       | 6          | 0          |
| 2003       | 13         | 4          |
| 2004       | 10         | 1          |
| 2005       | 8          | 1          |
| 2006       | 4          | 0          |
| 2007       | 11         | 2          |
| 2008       | 9          | 2          |
| 2009       | 14         | 1          |
| 2010       | 9          | 1          |
| 2011       | 15         | 0          |
| 2012       | 10         | 2          |
| Total      | 110        | 14         |

## Титули і досягнення
- Бронзовий призер Панамериканських ігор: 1999
- Володар Золотого кубка КОНКАКАФ (2):

США: 2002, 2007
- Срібний призер Золотого кубка КОНКАКАФ (1):

США: 2011
- Бронзовий призер Золотого кубка КОНКАКАФ (1):

США: 2003
- Переможець Відкритого кубка США (2):

«Чикаго Файр»: 2000, 2003

### Індивідуальні
- Найкращий новачок року MLS: 2000
- Найкращий захисник року MLS (2): 2002, 2003